# Az Yet
Az Yet é um grupo de R&B  fundado em 1990 na Filadélfia conhecidos especialmente pelos hits "Last Night" e "Hard to Say I'm Sorry".

## Discografia[1]

### Álbuns
- 1996: Az Yet (LaFace Records)
- 2006: Back Home  (Az Yet Records)

### Singles
| Ano  | Título                                  | Álbum     | Gravadora              | Lançamento             |
| ---- | --------------------------------------- | --------- | ---------------------- | ---------------------- |
| 1996 | Last Night                              | Az Yet    | LaFace Records         | 12 de agosto de 1996   |
| 1997 | Hard to Say I'm Sorry com Peter Cetera  | Az Yet    | LaFace Records         | 2 de fevereiro de 1997 |
| 1997 | You're the Inspiration com Peter Cetera |           | Platinum Entertainment | 26 de agosto de 1997   |
| 2007 | Keep on Pushin'                         | Back Home | InnerSoul Records      | 25 de maio de 2007     |
| 2008 | Share Life                              | -         | Az Yet Records         | 30 de outubro de 2008  |
| 2008 | She Loves the 90s                       | -         | Az Yet Records         | 12 de novembro de 2008 |
| 2009 | I Can't Let U Go                        | -         | Az Yet Records         | janeiro de 2009        |